# Francesco Paolucci
Francesco Paolucci, född i augusti 1581 i Forlì, död 9 juli 1661 i Rom, var en italiensk kardinal.

## Biografi
Francesco Paolucci var son till Giovanni Paolucci och Bernardina Maseri. Han gick i utbildning hos Cesare Baronius och studerade senare litteraturvetenskap och rättsvetenskap; för en tid var han refendarieråd vid Apostoliska signaturan.
I april 1657 upphöjde påve Alexander VII Paolucci till kardinalpräst med San Giovanni a Porta Latina som titelkyrka.
Kardinal Paolucci avled i Rom år 1661 och är begravd i kyrkan Santa Maria in Vallicella.

## Bilder

Kardinal Francesco Paoluccis titelkyrka
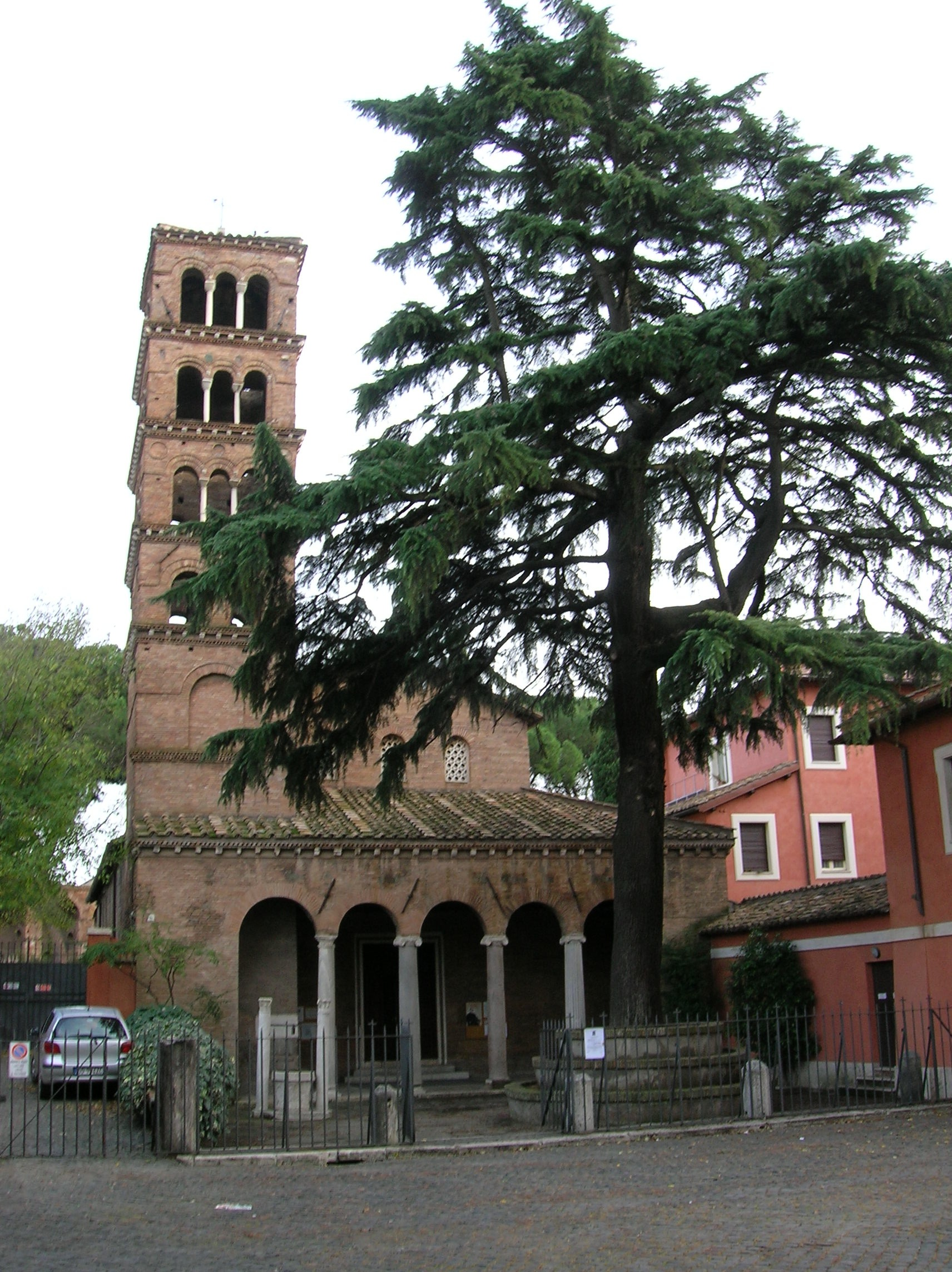
San Giovanni a Porta Latina.